# Frits Warmolt Went
Frits Warmolt Went (Utrecht, 18 mei 1903 – Little Valley (Nevada), 1 mei 1990) was een Nederlands-Amerikaans bioloog die in 1928 experimenteel de aanwezigheid van auxine in planten aantoonde.

## Biografie
Wents vader was de bekende Nederlandse botanicus Frits Went, hoogleraar in de plantkunde aan de Universiteit Utrecht, zodat de jonge Frits opgroeide in een wetenschappelijk milieu. Na zijn afstudering in 1927 aan de Universiteit Utrecht met zijn proefschrift Wuchsstof und Wachstum over de effecten van het planthormoon auxine was hij van 1928 tot 1932 werkzaam als fytopatholoog in het onderzoekscentrum van 's Lands Plantentuin te Buitenzorg (huidige Kebun Raya Bogor in Indonesië) en de Bergtuin te Cimacan in het toenmalige Nederlands-Indië. Zijn onderzoek naar auxines bereikte zijn hoogtepunt in 1937 met de publicatie van het boek Phytohormones, dat hij samen met K.V. Thiman had geschreven.
Aangetrokken door Thomas Hunt Morgan ging hij in 1933 naar Californië in de Verenigde Staten waar hij een betrekking aannam bij California Institute of Technology in Pasadena om verder onderzoek te doen naar plantenhormonen. Later verschoof zijn aandacht naar de effecten van omgevingsinvloeden op de plantengroei. Hij behoorde tot de eerste wetenschappers die het belang aantoonde van hormonen in de plantengroei en plantenontwikkeling. Daarnaast speelde hij een belangrijke rol in de ontwikkeling van synthetische plantenhormonen, die de basis vormde van een groot deel van de landbouw-chemische industrie. In 1940 verwierf hij de Amerikaanse nationaliteit.
Financieel ondersteund door genereuze donateurs liet Went bij Caltech een aantal plantenkassen bouwen waarin hij klimaatomstandigheden, zoals licht, vochtigheid, temperatuur, luchtkwaliteit en andere variabelen kon variëren. Dit leidde ertoe dat hij in 1949 een groter, nieuw complex van klimaatbeheerste ruimtes mocht bouwen, onder de naam Earhart Plant Research Laboratory – ook bekend als "Phytotron". Hier voerde hij fundamenteel onderzoek uit naar de effecten van luchtvervuiling op de plantengroei.
In 1958 werd Went benoemd tot directeur van de Missouri Botanical Garden en hoogleraar botanie aan de Washington-universiteit in Saint Louis, op een punt waarin het een erkende autoriteit was op het gebied van de plantengroei. Samen met zijn vrouw Catharine van de Koppel en hun twee kinderen, Hans en Anneka, verhuisde hij van Pasadena naar Saint Louis. Na de opening van de Climatron, 's werelds eerste geodetische koepelvormige broeikas kwam Went in conflict met de raad van bestuur over zijn visie om een nieuwe botanisch tuin te realiseren, en trad in 1963 af. Na twee jaar hoogleraarschap werd hij in 1965 directeur van het Desert Research Institute aan de Universiteit van Nevada-Reno. Hier deed hij voor de rest van carrière onderzoek naar woestijnplanten.

## Cholodny-Wentmodel
Went is bekend van het Cholodny-Went model, vernoemd naar hem en de Sovjet-wetenschapper Nikolai Cholodny, een model dat in 1937 – nadat ze onafhankelijk van elkaar tot dezelfde conclusie waren gekomen – werd gepubliceerd. In dit vroege model beschreven ze de fototropische en geotropische eigenschappen van boven de grond komende scheuten bij eenzaadlobbigen. Het model veronderstelt dat in de coleoptyltop een plantenhormoon wordt aangemaakt dat gevoelig is voor licht of zwaartekracht en ervoor zorgt dat het auxine naar de juiste plaats van de scheut getransporteerd wordt. Hierdoor treedt een asymmetrische groei op aan een kant van de plant, waardoor de plant naar het licht of naar de grond buigt.

## Onderscheidingen
In 1967 ontving Went de Hodgkins Award van het Smithsonian Institution voor zijn bijdrage tot het begrijpen van het milieu. In 1989, enkele maanden voor zijn overlijden werd hij onderscheiden met de Henri Shaw Medal van de Missouri Botanische Tuinen.
- Bibliothèque nationale de France: cb12646196w (data)
- Author citation (botany): F.W.Went
- Biografisch Portaal: 38337579
- CiNii: DA01396053
- Gemeinsame Normdatei: 117728322
- International Standard Name Identifier: 0000 0001 0915 8531
- Library of Congress Control Number: n86825762
- Nationale Bibliotheek van Letland: 000320578
- Bibliotheek van het Japanse parlement: 00460593
- Nationale Bibliotheek van Tsjechië: uk2007399033
- Nationale Bibliotheek van Israël: 987007271398705171
- Nederlandse Thesaurus van Auteursnamen: 067679455
- SNAC: w6w962sd
- Système universitaire de documentation: 15480066X
- Virtual International Authority File: 73974323
- WorldCat: E39PBJxRyMkfXvWxDYyxvjgHYP